# Italiaans voetbalkampioenschap 1921/22
Het Italiaans voetbalkampioenschap 1921/22 was het 21e kampioenschap (Scudetto) van Italië. Kampioen werd Pro Vercelli.

## Finalewedstrijden Prima Categoria
| Thuis           | Uit             | Uitslag | Locatie     | Datum       |
| Sampierdarenese | Novese          | 0 - 0   | Genova      | 7 Mei 1922  |
| Novese          | Sampierdarenese | 0 - 0   | Novi Ligure | 14 Mei 1922 |
| Novese          | Sampierdarenese | 2 - 1   | Cremona     | 21 Mei 1922 |

## Eindstand Prima Divisione
| Teams        | Gespeeld | Winst | Gelijk | Verlies | Punten | Voor | Tegen | Saldo |
| Pro Vercelli | 22       | 17    | 2      | 3       | 36     | 61   | 14    | 47    |
| Novara       | 22       | 13    | 6      | 3       | 32     | 47   | 19    | 28    |
| Bologna      | 22       | 11    | 5      | 6       | 27     | 44   | 22    | 22    |
| Mantova      | 22       | 11    | 2      | 9       | 24     | 40   | 34    | 6     |
| Andrea Doria | 22       | 11    | 1      | 10      | 23     | 36   | 32    | 4     |
| Juventus     | 22       | 7     | 8      | 7       | 22     | 27   | 32    | -5    |
| Verona       | 22       | 10    | 2      | 10      | 22     | 29   | 36    | -7    |
| US Milanese  | 22       | 6     | 8      | 8       | 20     | 24   | 29    | -5    |
| Milan        | 22       | 7     | 4      | 11      | 18     | 29   | 36    | -7    |
| Livorno      | 22       | 8     | 3      | 11      | 17     | 23   | 41    | -18   |
| Spezia       | 22       | 5     | 6      | 11      | 16     | 21   | 31    | -10   |
| Vicenza      | 22       | 2     | 3      | 17      | 7      | 18   | 73    | -55   |

Scudetto:
1898 ·
1899 ·
1900 ·
1901 ·
1902 ·
1903 ·
1904 ·
1905 ·
1906 ·
1907 ·
1908 ·
1909 ·
1909/10 ·
1910/11 ·
1911/12 ·
1912/13 ·
1913/14 ·
1914/15 ·
1915/16 · 1916/17 · 1917/18 · 1918/19 · 
1919/20 ·
1920/21 ·
1921/22 ·
1922/23 ·
1923/24 ·
1924/25 ·
1925/26 ·
1926/27 ·
1927/28 ·
1928/29

Serie A:
1929/30 ·
1930/31 ·
1931/32 ·
1932/33 ·
1933/34 ·
1934/35 ·
1935/36 ·
1936/37 ·
1937/38 ·
1938/39 ·
1939/40 ·
1940/41 ·
1941/42 ·
1942/43 ·
1944/45 ·
1945/46 ·
1946/47 ·
1947/48 ·
1948/49 ·
1949/50 ·
1950/51 ·
1951/52 ·
1952/53 ·
1953/54 ·
1954/55 ·
1955/56 ·
1956/57 ·
1957/58 ·
1958/59 ·
1959/60 ·
1960/61 ·
1961/62 ·
1962/63 ·
1963/64 ·
1964/65 ·
1965/66 ·
1966/67 ·
1967/68 ·
1968/69 ·
1969/70 ·
1970/71 ·
1971/72 ·
1972/73 ·
1973/74 ·
1974/75 ·
1975/76 ·
1976/77 ·
1977/78 ·
1978/79 ·
1979/80 ·
1980/81 ·
1981/82 ·
1982/83 ·
1983/84 ·
1984/85 ·
1985/86 ·
1986/87 ·
1987/88 ·
1988/89 ·
1989/90 ·
1990/91 ·
1991/92 ·
1992/93 ·
1993/94 ·
1994/95 ·
1995/96 ·
1996/97 ·
1997/98 ·
1998/99 ·
1999/00 ·
2000/01 ·
2001/02 ·
2002/03 ·
2003/04 ·
2004/05 ·
2005/06 ·
2006/07 ·
2007/08 ·
2008/09 ·
2009/10 ·
2010/11 ·
2011/12 ·
2012/13 ·
2013/14 ·
2014/15 ·
2015/16 ·
2016/17 .
2017/18 ·
2018/19 ·
2019/20 ·
2020/21 ·
2021/22 ·
2022/23 ·
2023/24 .
2024/25